# ری جونگ-اوک
ری جونگ-اوک (انگلیسی: Ri Jong-ok; زاده ۱۰ ژانویهٔ ۱۹۱۶ – درگذشته ۲۳ سپتامبر ۱۹۹۹) سیاست‌مدار اهل کره شمالی بود. وی از ۱۶ دسامبر ۱۹۷۷ تا ۲۷ ژانویه ۱۹۸۴ نخست‌وزیر این کشور بود.
ری جونگ-اوک در ۲۳ سپتامبر ۱۹۹۹، در سن ۸۳ سالگی درگذشت.